# Karl-Liebknecht-Strasse
Karl-Liebknecht-Straße er en centralt beliggende gade i det østlige Berlin. Gaden strækker sig over 1,5 km. og er en fortsættelse Unter den Linden i sydvest, over Alexanderplatz til den fortsætter i Prenzlauer Allee i nordøst. Gaden er opkaldt efter kommunisten Karl Liebknecht.
Karl-Liebknecht-Strasses historie går tilbage til 1889, men størstedelen af husene langs den er opført i 1960'erne, hvor Østberlin blev genopbygget som hovedstad for DDR.
52°31′19″N 13°24′31″Ø / 52.5219°N 13.4086°Ø